# ハッチンソン郡 (サウスダコタ州)
座標: 北緯43度20分 西経97度45分 / 北緯43.34度 西経97.75度
ハッチンソン郡（ハッチンソンぐん、英: Hutchinson County）は、アメリカ合衆国のサウスダコタ州にある郡。2000年時点の人口は8,075人で、郡庁所在地はオリヴェット (Olivet)。

## 地理
アメリカ合衆国国勢調査局によると、この郡は総面積2,109 km2 (814 mi2) である。このうち2,105 km2 (813 mi2)が陸地で、4 km2 (2 mi2) が川や湖などの水地域である。総面積のうちの0.19%が水地域となっている。

### 郡区
この郡は下記の23の郡区から成る。
| - キャピタル (Capital) - クレイトン (Clayton) - クロスプレーンズ (Cross Plains) - フェア (Fair) - フォスター (Foster) - ジャーマン (German) - グランドビュー (Grandview) - ハッセル (Hassel) - ケイラー (Kaylor) - キム (Kuim) - リバティー (Liberty) - ミタウン (Mittown) | - モーラン (Molan) - オークホロウ (Oak Hollow) - プレザント (Pleasant) - シャロン (Sharon) - シルバーレイク (Silver Lake) - スター (Starr) - サスケハナ (Susquehanna) - スウィート (Sweet) - バレー (Valley) - ウィッテンバーグ (Wittenberg) - ウルフクリーク (Wolf Creek) |

### 幹線道路
- 国道18号線
- 国道81号線
- 州道25号線
- 州道37号線
- 州道44号線

### 隣接する郡
- ハンソン郡（北）
- マクック郡（北東）
- ターナー郡（東）
- ヤンクトン郡（南東）
- バナム郡（南）
- チャールズミックス郡（南西）
- ダグラス郡（西）
- デイビソン郡（北西）

## 人口動静

2000年国勢調査時の郡の人口ピラミッド

2000年の国勢調査によると、ハッチンソン郡には8,075人、3,190世帯、及び2,191家族が暮らしている。人口密度は4/km2 (10/mi2) で、2/km2 (4/mi2) の平均的な密度に3,517軒の住居が建っている。この郡の人種の構成は白人98.82%、黒人（アフリカ系アメリカ人）0.09%、先住民0.57%、アジア系0.10%、その他の人種0.06%、および混血0.36%で、0.52%の人々がヒスパニックまたはラテン系である。
ハッチンソン郡に住む3,190世帯のうち、28.00%は18歳未満の子供と暮らしており、61.50%は夫婦で生活している。4.40%は未婚の女性が世帯主であり、31.30%は家族以外の住人と同居している。29.60%は独居で、全世帯の18.50%は65歳以上の独居老人世帯である。1世帯あたりの平均人数は2.43人であり、家庭の場合は3.03人である。
郡の住民は24.90%が18歳未満の子供で、18歳以上24歳以下が5.60%、25歳以上44歳以下が22.10%、45歳以上64歳以下が21.20%、および65歳以上が26.20%となっている。平均年齢は43歳である。女性100人に対して男性は94.90人いて、18歳以上の女性100人に対しては男性は90.70人いる。
郡の世帯ごとの平均収入は30,026米ドルで、家族ごとでは37,715米ドルである。男性の25,654米ドルに対して女性は18,141米ドルの平均的な収入がある。この郡の一人当たりの収入 (per capita income) は15,922米ドルである。総人口の13.00%、家族の9.60%は貧困線以下である。18歳未満の子供の18.30%および65歳以上の11.30%は貧困線以下の生活を送っている。

## 都市および町
- ディモック (en:Dimock, South Dakota)
- フリーマン (en:Freeman, South Dakota)
- ケイラー (en:Kaylor, South Dakota)
- メノ (en:Menno, South Dakota)
- ミルタウン (en:Milltown, South Dakota)
- オリヴェット (en:Olivet, South Dakota)
- パークストン (en:Parkston, South Dakota)
- トリップ (en:Tripp, South Dakota)